# MIQ
MIQ (三玖 Miku?, nacida el 3 de octubre de 1955), conocida previamente como MIO, es una cantante japonesa de Minato, Tokio. Es conocida por haber interpretado los temas musicales de varias producciones de anime, siendo las más destacadas las canciones de Aura Battler Dunbine y Heavy Metal L-Gaim. El conmovedor y gutural sonido de su voz no era característico en los cantantes japoneses de la década de 1980 (aunque se ha convertido en algo común hoy en día). MIQ ha listado a Aretha Franklin, Anita Baker, y Chaka Khan como influencias en su estilo vocal. Su entrega vocal fue una de las razones por la que fue contratada por King Records. Tiene un buen dominio del idioma inglés, cosa que puede apreciarse en los temas "Dunbine Tobu" y "Time for L-Gaim" de las series antes mencionadas.

## Discográfica Parcial
- "HEY YOU" – Combat Mecha Xabungle Inserto (1982)
- "Amnesia Grass" (わすれ草 Wasuregusa?) - Combat Mecha Xabungle Inserto(1982)
- "GET IT!" - Xabungle Grafiti canción (1983)
- "Fly Dunbine" (ダンバインとぶ Danbain Tobu?) – Aura Battler Dunbine Tema de Apertura (1983)
- "Look It's Byston Well" (みえるだろうバイストン・ウェル Mierudarō Baisuton Weru?) – Aura Battler Dunbine Tema de Clausura (1983)
- "Time For L-Gaim" (エルガイム-Time for L.GAIM- Erugaimu -Time for L.GAIM-?) – Heavy Metal L-Gaim Tema de Apertura (1984)
- "Starlight Shower" (スターライト・シャワー Sutāraito Shawā?) – Heavy Metal L-Gaim Tema de Clausura (1984)
- "Grief's Destiny" (悲しみのDESTINY Kanasimi no DESTINY?) – Area 88 OVA Tema de Clausura (1985)
- "Call Me Mysterious" (不思議CALL ME Fushigi CALL ME?) – Sei Jūshi Bismarck Tema de apertura (1985)
- "Galaxy Dream" (夢銀河 Yume Ginga?) – Sei Jūshi Bismarck Tema de clausura (1985)
- "MEN OF DESTINY" – Mobile Suit Gundam 0083: Stardust Memory Tema de Apertura (1991)
- "Evergreen" – Mobile Suit Gundam 0083: Stardust Memory Tema de Clausura (1991)
- "Hot Wind! Strong Wind! Cybuster" (熱風!疾風!サイバスター Neppū! Shippū! Saibasutā?) - Super Robot Wars Original Generation (2006)
- "Song of Yodobashi Camera" (ヨドバシカメラの歌 Yodobashi Kamera no Uta?) - Comercial de Yodobashi Camera (1991)
- "ICE MAN" - Super Robot Wars Alpha - (2000)
- "Extreme Ki!" – Jūken Sentai Gekiranger Inserto (2007)